# Lago Bermudez

Översiktskarta, Estado Sucre i norra Venezuela.

Lägeskarta, Libertador ligger nedom den östra halvön.

Lago Bermudez (spanska, även Lago Guanoco) är världens näst största naturliga asfaltsjö och ligger i Venezuela i norra Sydamerika.
De övriga 4 kända asfaltsjöarna i världen är La Brea asfaltsjö i sydvästra Trinidad och Tobago och småsjöarna Rancho La Brea Tar Pits, McKittrick Tar Pits och Carpinteria Tar Pits i Los Angelestrakten i delstaten Kalifornien i södra USA.

## Geografi
Lago Bermudez asfaltsjö ligger i delstaten Estado Sucre cirka 140 km sydöst om Cumaná nära staden Libertador vid Guanocofloden och cirka 25 km öster om Golfo de Paria.
Asfaltsjön har en areal om cirka 445 hektar med ett djup på ca 1,5 till 2 meter och en uppskattad volym på ca 6 miljoner ton. Lago Bermudez är till ytan större än La Brea asfaltsjö men mindre till volymen, dock är Lago Bermudez asfalt renare.

## Geologi
Asfaltsjön har troligen uppkommit under Pleistocenperioden.
Geologer förmodar att två tektoniska plattor möts under området kring Trinidad vars rörelser skapar tryck mot de underliggande råoljeförekomsterna.
Trycket leder till bildandet av het och flytande bitumen (ett kolväteämne) i djupet som långsamt tränger genom förkastningar upp mot jordytan.
På väg upp genom litosfären (det yttre jordlagret) blandar sig bitumen med andra material och kyls nu i subduktionszonen till asfalt.

## Historia
Det är inte känt när Lago Bermudez upptäcktes första gången men området är sedan länge känd av Waraoindianerna som använde asfalten till tätning.
1799 beskrev tyske upptäcktsresanden Alexander von Humboldt under sin "Latinamerikaexpedition" området som "Den gode prästens källa" (Quelle des guten Priesters).
1883 skrev Venezuelas regering ett avtal med amerikanerna Horacio R. Hamilton och Jorge A. Phillips som fick rätten att utvinna asfalten under 25 år. Konsessionen blev omstridd då vinster kom att hamna hos utländska företag.
1890 började företaget "New York & Bermudez Company" utvinna asfalten. 1899 belade regeringen under Cipriano Castro bolaget med höjda skatter och företaget valde då att stödja revolutionären Manuel Antonio Matos. Konflikten fortsatte och 1901 uppstod det så kallade "Asfaltkriget", som till och med 1908 ledde till ett tillfälligt avbrott i de diplomatiska relationerna mellan USA och Venezuela.
1934 upphörde den kommersiella utvinningen helt och området har stått onyttjat sedan dess.